# Epworth (Royaume-Uni)
Epworth est un village du Lincolnshire, en Angleterre. Sa population est de 3 734 habitants.

## Personnalités liées
- Benjamin Huntsman (1704-1776)
- Alexander Kilham (1762-1798)
- Ian Botham (1955)
- Lesley Garrett (1955)
- Sheridan Smith (1981)